# Fürstendiener
Fürstendiener ist eine von Friedrich Schiller abwertend umgeprägte Bezeichnung für einen – seit der Aufklärung in der Regel bürgerlichen – Höfling am Hof eines Fürsten.

## Geschichte des Begriffs
Fürstendiener bezeichnete zunächst wertfrei einen Vasallen eines Fürsten. Ulrich von Hutten (1488–1523) bezeichnete sich in einem Schreiben an Willibald Pirckheimer (1470–1530) als solcher: 

„Die Leute, von denen wir unseren Unterhalt beziehen, sind ganz arme Bauern, denen wir unsere Äcker, Weinberge, Wiesen und Felder verpachten. Der Ertrag daraus ist im Verhältnis zu den darauf verwandten Mühen sehr gering, aber man sorgt und plagt sich, dass er möglichst groß werde; denn wir müssen äußerst umsichtige Wirtschafter sein. Wir dienen dann auch einem Fürsten, von dem wir Schutz erhoffen; tue ich das nicht, so glaubt jeder, er dürfe sich alles und jedes gegen mich erlauben. Aber auch für den Fürstendiener ist diese Hoffnung Tag für Tag mit Gefahr und Furcht verbunden. Denn so wie ich nur einen Fuß aus dem Hause setze, droht Gefahr, dass ich auf Leute stoße, mit denen der Fürst Spähne und Fehden hat und die mich anfallen und gefangen wegführen. Habe ich Pech, so kann ich die Hälfte meines Vermögens als Lösegeld darangeben und so wendet sich mir der erhoffte Schutz ins Gegenteil.“

### Weimarer Klassik

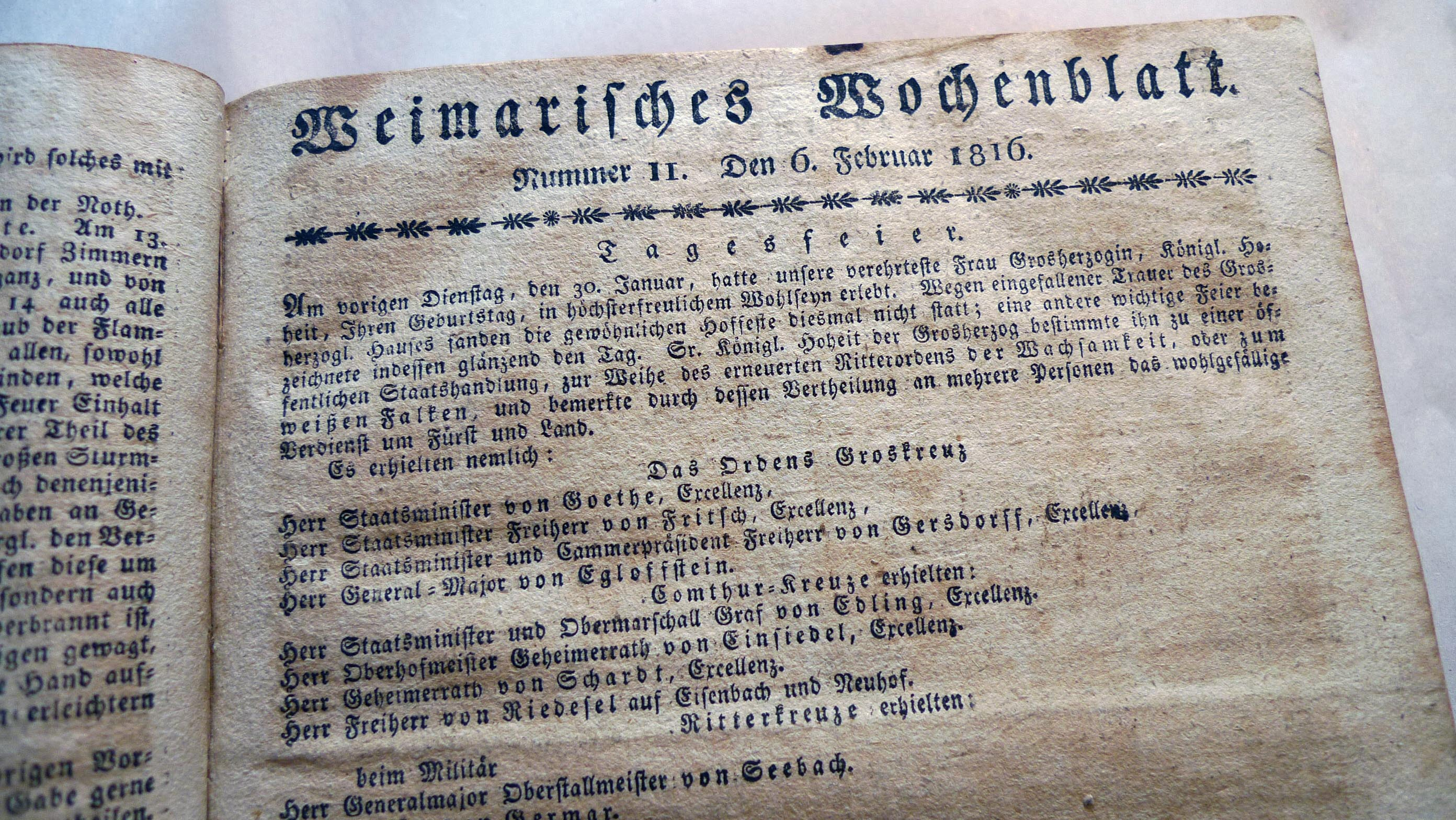
Deutliche Nähe zum Fürstenhaus: Der „Herr Staatsminister von Goethe“ erhält für das „wohlgefällige Verdienst um Fürst und Land“ das Großkreuz des Weimarischen Hausordens (Titelseite des Weimarischen Wochenblatts vom 6. Februar 1816)

Im Zuge der Weimarer Klassik, die der Aufklärung folgte, verschob sich die Bedeutung des Begriffs Fürstendiener in eine abwertende Bezeichnung.
Goethe lässt Metzler im Götz von Berlichingen von 1773 diesen einen Fürstendiener oder Fürstenknecht nennen (V, 5): „Mit dir feigem Kerl! Fürstendiener!“
Auch Goethes eigene Nähe zu Herzog Karl August von Sachsen-Weimar-Eisenach wurde bereits zu seiner Zeit kritisierend unter dem Aspekt, er sei ein Fürstendiener, erörtert. Goethe selbst schrieb in einem Brief an Johann Peter Eckermann in Bezug auf diese Frage: „Nun heißt es wieder, ich sei ein Fürstendiener, ein Fürstenknecht ...“. Zu Goethes am 3. Juni 1782 erfolgter Nobilitierung durch den Herzog merkte Johann Gottfried Herder an:

„Er ist also jetzt ... das Faktotum des Weimarschen und, so Gott will, bald der major domus sämtlicher Ernestinischer Häuser, bei denen er zur Anbetung umherzieht.“

„Ich kann nicht Fürstendiener sein“ sagt der Marquis von Posa in Schillers 1787 fertiggestelltem Drama Don Karlos. Marquis von Posa lehnt es als freier Malteserritter mit diesen Worten ab, in die Dienste des spanischen Königs Philipp II. zu treten.

### 19. Jahrhundert
Der Dichter Georg Herwegh war ein typischer Vertreter des Vormärz und ein Gegenpol Goethes, denn er sieht Goethe als Fürstendiener. Der Dichter sieht die neue schriftstellerische Basis im Journalismus und nicht mehr nur die Arbeit bei Hofe, wie es Goethe und Schiller einst taten. So appelliert Herwegh in seinem An die deutschen Dichter an die Dichter, die Fürsten nicht zu fürchten, weil die Poesie unsterblich sei.
Der zur Theatralik neigende Herwegh belegte spektakulär die gewandelte Bedeutung des Begriffs des Fürstendieners. Herwegh erhielt am 19. November 1842 eine Audienz beim preußischen König Friedrich Wilhelm IV. Statt sich zum Abschied zu verbeugen, fixiert er jedoch den König und zitiert Schiller: „Sire, ich kann nicht Fürstendiener sein.“
In diesem abwertenden Sinne hat sich der Begriff bis heute erhalten. Die Germanistin Marie Haller-Nevermann verfasste zum Schillerjahr 2005 eine Biografie Schillers mit dem Titel Ich kann nicht Fürstendiener sein, in der sie Geisteshaltung und Künstlerpersönlichkeit des „Dichters der Freiheit“ untersucht.

## Vergleiche auch
- Hofschranze